# Lista de deputados estaduais do Piauí da 16.ª legislatura
Esta é a lista de deputados estaduais do Piauí para a legislatura 2007–2011.

## Composição das bancadas
| Partido | Líder                  | Bancada | Posição      |
| ------- | ---------------------- | ------- | ------------ |
| PMDB    | Ana Paula Araújo       | 8 / 30  | Independente |
| PT      | João de Deus           | 5 / 30  | Governo      |
| PFL     | Juraci Leite           | 4 / 30  | Oposição     |
| PSDB    | Marden Menezes         | 3 / 30  | Oposição     |
| PDT     | José Pinto de Mesquita | 3 / 30  | Independente |
| PSB     | Lilian Martins         | 2 / 30  | Governo      |
| PTB     | Nerinho                | 2 / 30  | Governo      |
| PCdoB   | Robert Rios            | 1 / 30  | Governo      |
| PL      | Xavier Neto            | 1 / 30  | Governo      |
| PPS     | Antônio Félix          | 1 / 30  | Independente |

## Deputados Estaduais
No Piauí foram eleitos trinta (30) deputados estaduais.
| Deputados estaduais eleitos | Partido | Votação | Percentual | Cidade onde nasceu        | Unidade federativa |
| Lilian Martins              | PSB     | 55.795  | 3,44%      | Teresina                  | Piauí              |
| Kleber Eulálio              | PMDB    | 47.949  | 2,95%      | Teresina                  | Piauí              |
| Robert Rios                 | PCdoB   | 46.522  | 2,87%      | Teresina                  | Piauí              |
| Themístocles Filho          | PMDB    | 40.010  | 2,46%      | Teresina                  | Piauí              |
| Wilson Brandão              | PFL     | 39.581  | 2,44%      | Rio de Janeiro            | Rio de Janeiro     |
| Assis Carvalho              | PT      | 33.877  | 2,09%      | Oeiras                    | Piauí              |
| Moraes Souza Filho          | PMDB    | 32.547  | 2,00%      | Parnaíba                  | Piauí              |
| Edson Ferreira              | PFL     | 29.962  | 1,85%      | São Raimundo Nonato       | Piauí              |
| Ana Paula Araújo            | PMDB    | 29.922  | 1,85%      | Guadalupe                 | Piauí              |
| Hélio Isaías da Silva       | PTB     | 29.463  | 1,82%      | Oeiras                    | Piauí              |
| Warton Santos               | PMDB    | 29.361  | 1,81%      | Picos                     | Piauí              |
| Luciano Nunes               | PSDB    | 28.905  | 1,78%      | Teresina                  | Piauí              |
| Marden Menezes              | PSDB    | 28.648  | 1,77%      | Teresina                  | Piauí              |
| Juraci Leite                | PFL     | 27.370  | 1,69%      | Pedro II                  | Piauí              |
| Flora Izabel                | PT      | 26.890  | 1,66%      | Teresina                  | Piauí              |
| Fernando Monteiro           | PFL     | 26.833  | 1,66%      | Teresina                  | Piauí              |
| Olavo Rebelo                | PT      | 26.328  | 1,62%      | Esperantina               | Piauí              |
| Flávio Nogueira             | PDT     | 25.924  | 1,60%      | Alto Santo                | Ceará              |
| Xavier Neto                 | PL      | 24.640  | 1,52%      | Amarante                  | Piauí              |
| Mauro Tapety                | PMDB    | 24.348  | 1,50%      | Oeiras                    | Piauí              |
| Roncalli Paulo              | PSDB    | 23.252  | 1,44%      | São João do Piauí         | Piauí              |
| Henrique Rebelo             | PMDB    | 23.195  | 1,43%      | Teresina                  | Piauí              |
| João Madison Nogueira       | PMDB    | 23.164  | 1,43%      | Corrente                  | Piauí              |
| Nerinho                     | PTB     | 22.032  | 1,36%      | Picos                     | Piauí              |
| Antônio Uchôa               | PDT     | 21.938  | 1,35%      | Pedro II                  | Piauí              |
| João de Deus                | PT      | 21.560  | 1,33%      | José de Freitas           | Piauí              |
| Ismar Marques               | PSB     | 21.512  | 1,33%      | Luzilândia                | Piauí              |
| Cícero Magalhães            | PT      | 18.744  | 1,16%      | São Benedito do Rio Preto | Maranhão           |
| Antônio Félix               | PPS     | 17.096  | 1,05%      | Campo Maior               | Piauí              |
| José Pinto de Mesquita      | PDT     | 16.131  | 0,99%      | Lagoa de São Francisco    | Piauí              |